# ایدیاپ‌پام
ایدیاپ‌پام (Idiyappam) یک نوع صبحانه است که در ایالت‌های کرالا و تامیل نادو، هر دو در جنوب هند، محبوبیت دارد.
به آن نول‌آپ‌پام نیز می‌گویند که نام آن از واژه تامیل و مالایالام «نول» به معنای رشته گرفته شده‌است و اشاره به شکل آن دارد. ایدیاپ‌پام از آرد برنج، نمک و آب تهیه می‌شود و یکی از ساده‌ترین شکل‌های صبحانه در این منطقه به‌شمار می‌آید.
این صبحانه از مخلوط کردن آرد برنج، آب داغ، روغن حیوانی گی و نمک و هم زدن این ترکیب با قاشق درست می‌شود. سپس آن را ورز می‌دهند تا توده خمیری به دست آید. سپس از یک فشارنده یا غربال مخصوص ایدیاپ‌پام برای درست کردن رشته‌ها استفاده می‌شود. در هند، این خوراک را گاهی ابتدا روی یک برگ موز یا مستقیماً روی یک بشقاب قرار داده و آن را فشار می‌دهند. سپس آن را به مدت پنج تا ده دقیقه می‌جوشانند، گاهی اوقات مقداری نارگیل را برای طعم دادن در تابه اضافه می‌کنند.

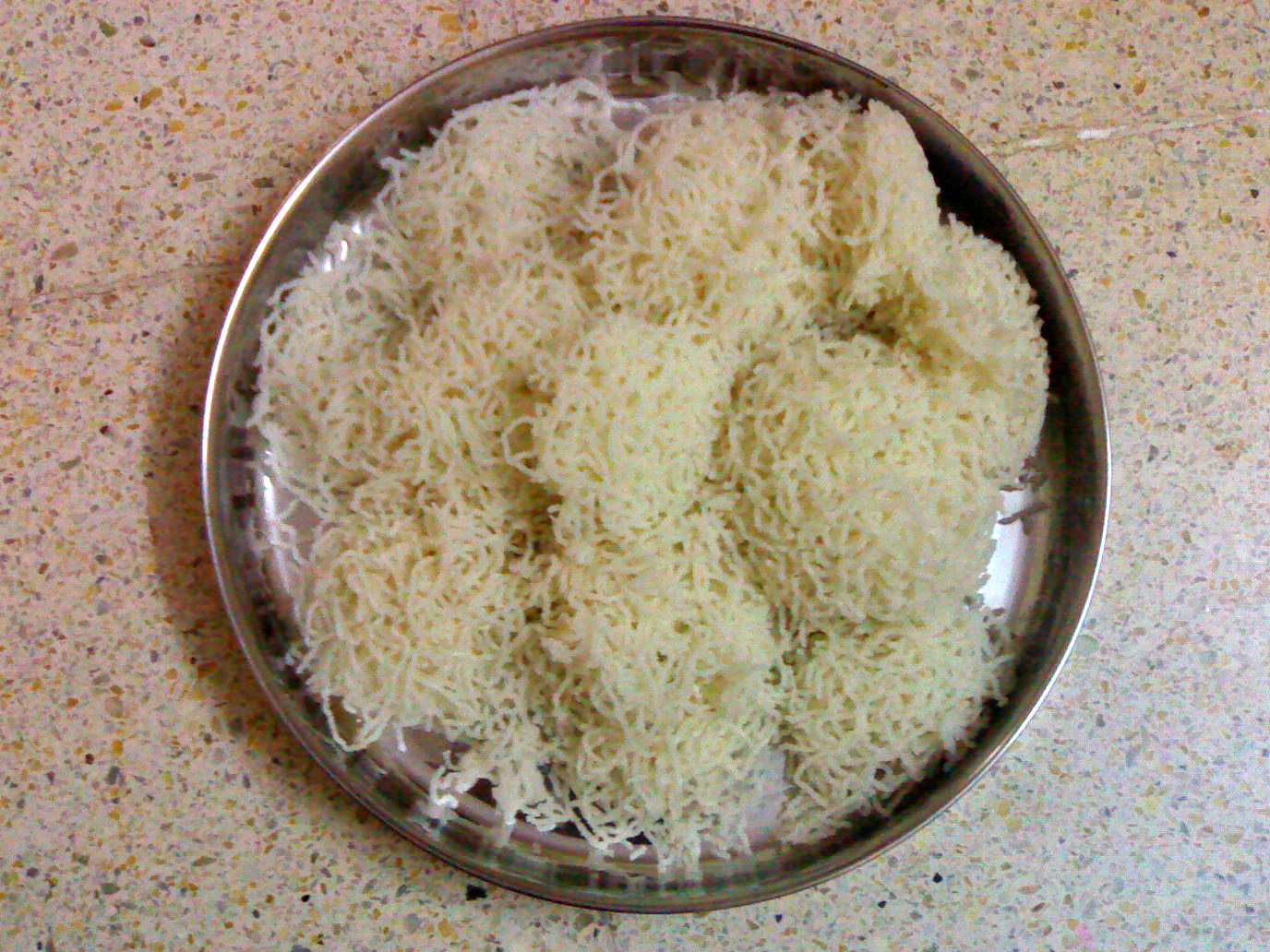
ایدیاپ‌پام آب‌پز.

ایدیاپ‌پام در مملکت تامیل باستان در حدود قرن اول پس از میلاد شناخته شده بود و در ادبیات سنگام نیز از آن یاد شده‌است.

## در جنوب شرق اسیا
تهیه ایدیاپ‌پام همچنین به آسیای جنوب شرقی گسترش یافته است و در مالزی و سنگاپور به آن پوتو مایام و در اندونزی پوتو مایانگ می‌گویند. پوتو مایام در این کشورها معمولاً به عنوان غذای خیابانی از غرفه‌های بازار یا گاری‌ها به فروش می‌رسند و همچنین در خانه تهیه می‌شود و معمولاً سرد سرو می‌شود. در اندونزی، پوتو مایانگ با شکر خرما مخلوط با شیر نارگیل سرو می‌شود. این غذا را برای صبحانه با خورش سبزیجات یا آویال یا کاری ماهی و غیره نیز می‌خورند. آرد تجاری ایدیاپ‌پام بسیار ریز آسیاب شده به عنوان نوعی روش «تهیه فوری» این نوع خوراک فروخته می‌شود.